# Heracleum stenopteroides
Heracleum stenopteroides är en flockblommig växtart som beskrevs av Friedrich Karl Georg Fedde. Heracleum stenopteroides ingår i släktet lokor, och familjen flockblommiga växter. Inga underarter finns listade i Catalogue of Life.